# Рябинин, Валериан Николаевич
Валериа́н Никола́евич Ряби́нин (1 [13] октября 1880, Муром, Владимирская губерния — 27 января 1960, Ленинград) — русский и советский учёный-геолог и палеонтолог, профессор (1950), сотрудник Геолкома и Всесоюзного нефтяного научно-исследовательского геолого-разведочного института (ВНИГРИ). Один из организаторов (1916) и почётный член Русского палеонтологического общества.

## Биография
Родился 1 (13) октября 1880 года в городе Муром в семье горбатовского купца второй гильдии и дочери муромского мещанина.
Учился в народном земском училище Мурома, затем поступил в Муромское реальное училище и окончил курс в Иваново-Вознесенском реальном училище в 1898 году, получив среднее образование.
В 1898 году приехал в Петербург и поступил в Императорский Технологический институт на механическое отделение, однако уже в следующем году был исключен и отправлен в ссылку на родину за участие в политической деятельности.
В течение нескольких лет, до следующего поступления в университет, работал чертежником на Луганском вагоностроительном заводе, куда устроился при участии Петербургского комитета РСДРП, с которым поддерживал активную связь, состоя в Муромском землячестве. Активный участник революционной деятельности. За связь с «Союзом борьбы за освобождение рабочего класса» в 1899—1901 годах находился в ссылке в Муроме, после чего вернулся в Петербург, где сдал экстерном экзамены на второй курс Технологического института и вновь приступил к учебе. 
В 1905 году после событий 9 января окончательно был исключен из Технологического института Санкт-Петербурга. В 1908—1912 годах обучался на физико-математическом факультете Санкт-Петербургского университета, где и получил высшее образование с дипломом первой степени по группе геологии.
По окончании университета работал на разведке железных руд в Кривом Роге, затем в Отделе земельных улучшений на изысканиях водохранилищ в верховьях реки Сырдарьи. 
В 1918 году был привлечен к работе Геологического комитета, где вел дела секции Европейской России, участвовал в работе гидрогеологической секции. В Геолкоме прошел путь от младшего научного сотрудника до адъюнкт-геолога, геолога и, наконец, старшего геолога.
В 1931 году был назначен заведующим съемочной секцией Ленинградского геологического управления и непрерывно вел в нём большую научно-исследовательскую и консультационную деятельность.
В 1935 году  получил ученую степень кандидата геолого-минералогических наук без защиты диссертации.
С 1947 года постоянно работал во ВНИГРИ.
В 1950 году получил звание профессора.
Скончался 27 января 1960 года в Ленинграде. Похоронен на Серафимовском кладбище.

## Научная деятельность
Автор свыше 20 научных монографий и статей.
Первые научные работы были посвящены изучению юрских гастропод и иглокожих, в дальнейшем занимался гидроидными палеозойской эры. Считался крупнейшим в СССР специалистом по палеонтологии гидроидных палеозоя. 
Собрал, обработал и передал в музеи многочисленные коллекции, ставшие основой палеонтологических знаний для поколений палеонтологов как в России, так и за рубежом. В частности, коллекция к монографии «Гастроподы из юрских отложений Попелян и Ниграндена» находится в Палеонтологическом музее Санкт-Петербургского государственного университета, коллекции строматопороидей (оригиналы и дублеты) к монографиям «Строматопороидеи Эстонской ССР», «Верхнедевонские строматопороидеи Тимана» и «Силурийские строматопороидеи Подолии» (Рябинин, 1953) хранятся в Секторе палеонтологических коллекций АО «ВНИГРИ–Геологоразведка». Самое большое собрание из 8 монографических коллекций находится в Центральном научно-исследовательском геологоразведочном музее им. академика Ф.Н. Чернышева. Они также посвящены строматопороидеям и содержат образцы к монографиям (Каталог…, 1966): порядковые номера – 123 – 125 – коллекции № 2795, № 3364, № 4487; 228 – 229 – коллекции № 3937, № 3848; 334 – коллекция № 487; 668 – коллекция № 6059.

## Семья
Отец — Николай Алексеевич Рябинин, купец второй гильдии.  
Мать — Мария Васильевна Рябинина (в девичестве Суздальцева), дочь почетного гражданина г. Муром Владимирской губернии.
Дочь — Рябинина Татьяна Валериановна.
Братья:
- Рябинин, Анатолий Николаевич (1874—1942) — геолог и палеонтолог.
- Рябинин, Константин Николаевич (1877—1955) — врач.

Внук — Топчиев А. Г., д.т.н., профессор Российского государственного университета нефти и газа.
Правнук - Топчиев Р.А.

## Членство в организациях
- Почетный член Русского палеонтологического общества.

## Память
В Палеонтологическом музее Санкт-Петербургского государственного университета хранится коллекция В. Н. Рябинина, собранная им в 1912 году для работы «Гастроподы из юрских отложений Попелян и Ниграндена»
Архивные материалы В. Н. Рябинина представлены в:
- Центральный государственный исторический архив Санкт-Петербурга (ЦГИА СПб). Фонд 14. Опись 3. Дело № 51574.
- Архив АО «ВНИГРИ-Геологоразведка». Арх. № 1810. Личное дело Рябинина Валерьяна Николаевича. 1947-1956

### Труды В.Н. Рябинина
- Рябинин В.Н. Гастроподы из юрских отложений Попелян и Ниграндена (Литва и Курляндия) // Зап. СПб. Минерал. общества. Ч. 48. Вып. 1. 1912. С. 231-270 : 2 л. карт. URL (дата обращения 10.12.2022).
- Рябинин В.Н. Иглокожие из юрских отложений Попелян в Литве // Изв. Геол. ком. 1913. Т. 32. № 336. С. 927-935 : табл. URL (дата обращения 10.12.2022).
- Яковлев Н.Н., Рябинин В.Н. К геологии Соликамского Урала. Пг.: Геол. ком., 1915. [4], 31, [11] с. : На вкл. л. Геологическая карта Луньевского каменноугольного района. Сост. в 1914 г. Многокрас. Масштаб: в 1 дюйме 2 версты (Тр. Геол. ком.; Вып. 123). URL (дата обращения 10.12.2022).
- Рябинин В.Н. Краткий геологический очерк имения «Анновка» кн. В.С. Кочубея в Криворожском районе // Зап. СПб. минерал. об-ва. Ч. 51. Вып. 3. 1915. С. 67-76 с. : 1 л. карт.
- Рябинин В.Н. О молодых экземплярах Athyris pectinifera Sow. // Ежегодник РПО. 1927. Т. 7. С. 141-143.
- Рябинин В.Н. Заметки о силурийских Stromatoporoidea // Изв. Геол. ком. 1928. Т. 47. № 9/10. С. 1041-1054 : табл. URL (дата обращения 10.12.2022).
- Рябинин В.Н. Новые силурийские строматопороидеи с р. Подкаменной Тунгуски (Красноярский округ) // Тр. Геол. муз. АН СССР. Т. 8. 1931. С. 213-219. URL (дата обращения 10.12.2022).
- Рябинин В.Н. О палеозойских строматопороидеях // Изв. ГГРУ. 1931. Вып. 31. С. 503-513. Л.: Геолгиз, 1931. 12 с. : ил. Резюме на англ. яз. (Изв. ГГРУ. Т. L. Вып. 31. Ин-т геол. карты. Палеонтология и стратиграфия).
- Дорофеев Н.В., Рябинин В.Н. Геологическая карта Урала 1:200 000. Лист № 40-III-SW (113): Аша-Миньярский район. Л.; М.: Геолразведиздат, 1932. 19 с. : карт. (Тр. ВГРО; Вып. 134).
- Дорофеев Н.В., Рябинин В.Н. Геологическая карта Урала 1:200 000. Лист № 40-III-NE (104): Месягутовский район. Л.; М.: Геолразведиздат, 1932. 24 с. : карт. (Тр. ВГРО; Вып. 204).
- Рябинин В.Н. Девонские Stromatoporoidea Тимана // Изв. ВГРО 1932. T. 51. Вып. 58. С. 855-868 : 3 табл. Резюме на англ. яз. URL (дата обращения 10.12.2022).
- Рябинин В.Н. О верхнедевонских строматопороидеях // Изв. ВГРО. 1932. Т. 51. Вып. 76. С. 1125-1133 : табл. URL (дата обращения 10.12.2022).
- Рябинин В.Н. Силурийские строматопороидеи с р. Колымы и Верхоянского хребта // Труды СОПС. Якутская серия. 1932. Вып. 2. С. 79-88.
- Рябинин В.Н. Карбонатные породы пермских отложений // Карбонатные породы Ленинградской области, Северного края и Карельской АССР. Вып. 4: Ленинградская область. Л.; М.; Новосибирск, 1933. С. 10-12. URL (дата обращения 10.12.2022).
- Рябинин В.Н. Общая геологическая карта Европейской части СССР. Лист 55: Устюжна-Вологода-Вологда. Ленинград-Москва-Новосибирск: Гос. горн.-геол.-нефт. изд., 1933. 28 с. (Тр. Ленингр. геол.-развед. треста. Вып. 3).
- Рябинин В.Н. Средний и верхний карбон // Карбонатные породы Ленинградской области, Северного края и Карельской АССР. Вып. 3: Ленинградская область. Л.; М.; Новосибирск, 1933. С. 12-17. URL (дата обращения 10.12.2022).
- Рябинин В.Н. Класс Hydrozoa. Гидромедузы // К. Циттель. Основы палеонтологии. Ч. 1: Беспозвоночные. Л.; М.; Грозный; Новосибирск: ОНТИ НКТП СССР, 1934. С. 199-208.
- Рябинин В.Н. О находке в мстинских известняках нижнего карбона (Боровичский район) микроскопических водорослей типа Spongiostromidae Gur. // Изв. Ленингр. ГГРУ. 1935. № 1 (6). С. 38-39.
- Рябинин В.Н. Проблема пермских отложений Ленинградской области // Там же. № 4 (9). С. 5.
- Рябинин В.Н. О палеозойских строматопороидеях района реки Колымы // Материалы по изучению Охотско-Колымского края. Сер. 1. 1936. № 4. С. 29-38.
- Рябинин В.Н. [Ред.] И.Е. Худяев. Общая геологическая карта Европейской части СССР. Лист 106: Западная часть: Сыктывкар-Кажим-Подъельск. Л.; М.: Геолразведиздат, 1936. 126 с.: 1 л. карт. Масштаб 1:500 000.
- Рябинин В.Н. Силурийские строматопороидеи Монголии и Тувы. М.; Л.: Изд-во АН СССР, 1937. 37 с. : 4 л. ил. (Тр. Монгол. комиссии АН СССР; № 31).
- Рябинин В.Н. Палеозойские строматопороидеи Печорского края и Приуралья. Л.: Архангельск; М.: Ред. геол.-развед. и горн.-топл. лит., 1939. 60 с. : 12 л. ил. (Тр. Северного ГУ; Вып. 2).
- Рябинин В.Н. Органические остатки в карбонатных породах Южной Карелии // Материалы по геологии и полезным ископаемым Карело-Финской ССР, Ленинградской и Мурманской областей. Сб. № 4. Л.; М.: Гостоптехиздат, 1941. С. 8-24 : 5 табл.
- Рябинин В.Н. Строматопороидеи Главного девонского поля // Фауна Главного девонского поля. Т. 1. М.; Л.: Изд-во АН СССР, 1941. С. 85-113 : табл.
- Рябинин В.Н. [Ред.] Материалы по геологии и полезным ископаемым Карело-Финской ССР, Ленинградской и Мурманской областей. Сб. № 4. Л.; М.: Гостоптехиздат, 1941. 70 c. : ил. : карт.
- Рябинин В.Н. Силурийские строматопороидеи Эстонии // Авторефераты и рефераты научных трудов ВНИГРИ. Вып. 2. 1950. С. 21-23.
- Рябинин В.Н. Строматопороидеи Эстонской ССР: (Силур и верхи ордовика). Л.; М.: Гостоптехиздат, 1951. 68 с. : 43 л. ил. : табл. (Тр. ВНИГРИ. Нов. сер.; Вып. 43).
- Рябинин В.Н. Некоторые стратиграфические выводы на основе изучения строматопороидей Эстонии // Авторефераты и рефераты научных трудов ВНИГРИ. Вып. 8. 1952. С. 55.
- Вистелиус А.Б., Миклухо-Маклай А.Д., Рябинин В.Н. Девонские известняки из красноцветной толщи Туакыра // Докл. АН СССР. 1953. Т. 90. № 2. С. 231-234.
- Рябинин В.Н. Значение строматопороидей для стратиграфии ордовика и силура запада Русской платформы // Тр. ВНИГРИ. Вып. 78. 1953. С. 83-90.
- Рябинин В.Н. О строматопороидеях и табулятах Северной Земли // Тр. Арктического ин-та. Т. 72. 1953. С. 91-97 : табл.
- Рябинин В.Н. Силурийские строматопороидеи Подолии. Л.; М.: Гостоптехиздат, 1953. 67 с. : ил. : табл. (Тр. ВНИГРИ; Вып. 67).
- Рябинин В.Н. Стратиграфическое значение строматопороидей // Девон Русской платформы. Л.; М.: Гостоптехиздат, 1953. С. 260-263.
- Рябинин В.Н. Верхнедевонские строматопороидеи Тимана // Стратиграфия палеозойских отложений Тимана и западного склона Урала. Л.: Гостоптехиздат, 1955. С. 5-39. (Тр. ВНИГРИ; Вып. 90).
- Рябинин В.Н. О каменноугольных и пермских палеоаплизинах Урала и Тимана // Там же. С. 331-337.